# Bafutia
Genre
Bafutia est un genre de plantes appartenant à la famille des Asteraceae, décrit en 1962 par le botaniste américain Charles Dennis Adams. 
Le genre est considéré comme un synonyme d’Emilia.

## Étymologie
Le nom générique Bafutia évoque la localité de Bafut au Cameroun.

## Liste d'espèces
Selon Catalogue of Life (24 juillet 2017) :
- Bafutia tenuicaulis C. D. Adams